# Gle Cot U
Gle Cot U är en kulle i Indonesien.   Den ligger i provinsen Aceh, i den västra delen av landet, 1 800 km nordväst om huvudstaden Jakarta. Toppen på Gle Cot U är 252 meter över havet.
Terrängen runt Gle Cot U är kuperad västerut, men österut är den platt. Terrängen runt Gle Cot U sluttar österut.Runt Gle Cot U är det tätbefolkat, med 297 invånare per kvadratkilometer. Närmaste större samhälle är Sigli, 18,2 km öster om Gle Cot U. Trakten runt Gle Cot U består till största delen av jordbruksmark.